# Sofiane Bendebka
Sofiane Bendebka, né le 9 août 1992 à El Magharia, est un footballeur international algérien, qui évolue au poste de milieu défensif à Al-Fateh SC.

## Biographie
Originaire de Touggourt, Sofiane Bendebka naît le 9 août 1992 à El Magharia, dans la daïra de Hussein Dey (banlieue Est d'Alger) et grandit dans le quartier de la Glacière dans la commune voisine. Neveu de l'ancien footballeur international Ali Bendebka, il commence la pratique du football à l'âge de sept ans, au sein du club local de l'Olympique El Magharia. Quatre mois plus tard, repéré par deux entraîneurs, il rejoint le CR Belouizdad pour quelques mois également avant d'intégrer définitivement en 2000 les rangs du NA Hussein Dey. Au cours de son passage dans les catégories jeunes du NAHD, il connait une brève escapade au CA Kouba afin de disputer un tournoi à Lyon.
Lors de la saison 2011-2012, il est convoqué, avec cinq autres espoirs, par l'entraîneur nahdiste Said Hammouche dans le but de combler les absences de plusieurs seniors en vue d'un derby contre l'USM Alger. Le 3 décembre 2011, Bendebka fait ses débuts en équipe première en tant que titulaire, mais le Nasria s'incline 2-0 face à l'USMA. Malgré cette défaite, le jeune joueur fait bonne impression et donne satisfaction à son entraîneur qui le reconduit pour les prochains matchs. En fin de saison, le 14 avril 2012, Sofiane Bendebka inscrit le premier but de sa carrière professionnelle, contribuant ainsi à la victoire des siens 2-1 face au WA Tlemcen. Cette victoire s'avère toutefois anecdotique puisque le NAHD ne parvient pas à se maintenir en D1.
La saison suivante, en deuxième division, Sofiane Bendebka s'impose au sein de l'équipe nahdiste dont il devient capitaine à seulement 20 ans. Le 28 mars 2013, il inscrit l'unique but des Sang et Or en quart de finale de la Coupe d'Algérie contre l'USM Alger qui s'impose 2-1. Sur le plan individuel, Bendebka est élu meilleur joueur de la saison par les supporters du NAHD. Sur le plan collectif, le joueur considère l'exercice 2012-2013 comme un échec étant donné que le club reste en D2. Durant l'été 2013, le jeune milieu de terrain prend part à la Coupe du monde militaire, organisée à Bakou en Azerbaïdjan. Il participe aux quatre matchs de l'Algérie en tant que titulaire et réussit à marquer un but face au Kenya.
En 2016, Sofiane Bendebka fait partie, avec Baghdad Bounedjah et Abdelghani Demmou, des trois joueurs âgés de plus de 23 ans sélectionnés par l'entraîneur Pierre-André Schürmann en vue des Jeux olympiques d'été qui se déroulent à Rio de Janeiro au Brésil. Il joue l'intégralité des trois rencontres de poule de l'équipe d'Algérie, éliminée dès le premier tour. À titre personnel, le joueur du NAHD inscrit deux buts contre le Honduras et l'Argentine et porte le brassard de capitaine lors du dernier match face au Portugal.

## Statistiques

### En club
| Saison                | Club                  | Championnat           | Championnat | Championnat | Championnat | Coupe(s) nationale(s) | Coupe(s) nationale(s) | Coupe(s) nationale(s) | Compétition(s) continentale(s) | Compétition(s) continentale(s) | Compétition(s) continentale(s) | Compétition(s) continentale(s) | Autres compétitions | Autres compétitions | Autres compétitions | Autres compétitions | Total | Total | Total |
| Saison                | Club                  | Division              | M.          | B.          | P.d.        | M.                    | B.                    | P.d.                  | Comp.                          | M.                             | B.                             | P.d.                           | Comp.               | M.                  | B.                  | P.d.                | M.    | B.    | P.d.  |
| 2011-2012             | NA Hussein Dey        | Ligue 1               | 10          | 1           | 1           | 1                     | 0                     | 0                     | -                              | -                              | -                              | -                              | -                   | -                   | -                   | -                   | 11    | 1     | 1     |
| 2012-2013             | NA Hussein Dey        | Ligue 2               | 25          | 3           | 0           | 4                     | 1                     | 0                     | -                              | -                              | -                              | -                              | -                   | -                   | -                   | -                   | 29    | 4     | 0     |
| 2013-2014             | NA Hussein Dey        | Ligue 2               | 16          | 0           | 0           | 1                     | 0                     | 0                     | -                              | -                              | -                              | -                              | -                   | -                   | -                   | -                   | 17    | 0     | 0     |
| 2014-2015             | NA Hussein Dey        | Ligue 1               | 26          | 1           | 1           | 4                     | 0                     | 0                     | -                              | -                              | -                              | -                              | -                   | -                   | -                   | -                   | 30    | 1     | 1     |
| 2015-2016             | NA Hussein Dey        | Ligue 1               | 26          | 2           | 0           | 5                     | 0                     | 0                     | -                              | -                              | -                              | -                              | -                   | -                   | -                   | -                   | 31    | 2     | 0     |
| 2016-2017             | NA Hussein Dey        | Ligue 1               | 25          | 5           | 2           | 4                     | 0                     | 0                     | -                              | -                              | -                              | -                              | -                   | -                   | -                   | -                   | 29    | 5     | 2     |
| Sous-total            | Sous-total            | Sous-total            | 128         | 12          | 4           | 19                    | 1                     | 0                     | -                              | -                              | -                              | -                              | -                   | -                   | -                   | -                   | 147   | 13    | 4     |
| 2017-2018             | MC Alger              | Ligue 1               | 26          | 8           | 3           | 4                     | 0                     | 0                     | CAF2                           | 1                              | 0                              | 0                              | -                   | -                   | -                   | -                   | 31    | 8     | 3     |
| 2018-2019             | MC Alger              | Ligue 1               | 24          | 5           | 2           | 3                     | 0                     | 0                     | CAF                            | 8                              | 1                              | 0                              | UAFA                | 2                   | 0                   | 0                   | 37    | 6     | 2     |
| 2019-2020             | MC Alger              | Ligue 1               | 13          | 2           | 0           | 2                     | 0                     | 0                     | -                              | -                              | -                              | -                              | UAFA                | 3                   | 0                   | 0                   | 18    | 2     | 0     |
| Sous-total            | Sous-total            | Sous-total            | 63          | 15          | 5           | 9                     | 0                     | 0                     | -                              | 9                              | 1                              | 0                              | -                   | 5                   | 0                   | 0                   | 86    | 16    | 5     |
| 2019-2020             | Al Fateh              | Saudi Pro League      | 14          | 5           | 3           | -                     | -                     | -                     | -                              | -                              | -                              | -                              | -                   | -                   | -                   | -                   | 14    | 5     | 3     |
| 2020-2021             | Al Fateh              | Saudi Pro League      | 27          | 9           | 3           | 2                     | 1                     | 0                     | -                              | -                              | -                              | -                              | -                   | -                   | -                   | -                   | 29    | 10    | 3     |
| 2021-2022             | Al Fateh              | Saudi Pro League      | 22          | 6           | 3           | -                     | -                     | -                     | -                              | -                              | -                              | -                              | -                   | -                   | -                   | -                   | 22    | 6     | 3     |
| 2022-2023             | Al Fateh              | Saudi Pro League      | 26          | 2           | 6           | 2                     | 0                     | 0                     | -                              | -                              | -                              | -                              | -                   | -                   | -                   | -                   | 28    | 2     | 6     |
| 2023-2024             | Al Fateh              | Saudi Pro League      | 29          | 4           | 6           | 1                     | 0                     | 0                     | -                              | -                              | -                              | -                              | -                   | -                   | -                   | -                   | 30    | 4     | 6     |
| 2024-2025             | Al Fateh              | Saudi Pro League      | 32          | 12          | 1           | 1                     | 0                     | 0                     | -                              | -                              | -                              | -                              | -                   | -                   | -                   | -                   | 33    | 12    | 1     |
| 2025-2026             | Al Fateh              | Saudi Pro League      | -           | -           | -           | -                     | -                     | -                     | -                              | -                              | -                              | -                              | -                   | -                   | -                   | -                   | 0     | 0     | 0     |
| Sous-total            | Sous-total            | Sous-total            | 150         | 38          | 22          | 6                     | 1                     | 0                     | -                              | -                              | -                              | -                              | -                   | -                   | -                   | -                   | 156   | 39    | 22    |
| Total sur la carrière | Total sur la carrière | Total sur la carrière | 341         | 65          | 31          | 34                    | 2                     | 0                     | -                              | 9                              | 1                              | 0                              | -                   | 5                   | 0                   | 0                   | 389   | 68    | 31    |

### En sélection nationale
| Saison                | Sélection             | Phases finales              | Phases finales | Phases finales | Phases finales | Éliminatoires CDM | Éliminatoires CDM | Éliminatoires CDM | Éliminatoires CAN | Éliminatoires CAN | Éliminatoires CAN | Matchs amicaux | Matchs amicaux | Matchs amicaux | Total | Total | Total |
| Saison                | Sélection             | Compétition                 | M              | B              | Pd             | M                 | B                 | Pd                | M                 | B                 | Pd                | M              | B              | Pd             | M     | B     | Pd    |
| --------------------- | --------------------- | --------------------------- | -------------- | -------------- | -------------- | ----------------- | ----------------- | ----------------- | ----------------- | ----------------- | ----------------- | -------------- | -------------- | -------------- | ----- | ----- | ----- |
| 2015-2016             | Algérie               | -                           | -              | -              | -              | -                 | -                 | -                 | 1                 | 0                 | 0                 | -              | -              | -              | 1     | 0     | 0     |
| 2017-2018             | Algérie               | -                           | -              | -              | -              | 0                 | 0                 | 0                 | -                 | -                 | -                 | -              | -              | -              | 0     | 0     | 0     |
| 2021-2022             | Algérie               | Coupe arabe 2021 + CAN 2021 | 6+3            | 0+1            | 1+0            | 2                 | 0                 | 0                 | 2                 | 0                 | 0                 | 0              | 0              | 0              | 13    | 1     | 1     |
| 2022-2023             | Algérie               | -                           | -              | -              | -              | -                 | -                 | -                 | -                 | -                 | -                 | 1              | 0              | 0              | 1     | 0     | 0     |
| Total sur la carrière | Total sur la carrière | Total sur la carrière       | 9              | 1              | 1              | 2                 | 0                 | 0                 | 3                 | 0                 | 0                 | 1              | 0              | 0              | 15    | 1     | 1     |

### Matchs internationaux
Le tableau suivant liste les rencontres de l'équipe d'Algérie dans lesquelles Sofiane Bendebka a été sélectionné depuis le 2 juin 2016 jusqu'à présent.

## Palmarès

### En club
| NA Hussein Dey                                                            | MC Alger                           |
| ------------------------------------------------------------------------- | ---------------------------------- |
| - Coupe d'Algérie : - Finaliste : 2016 - Ligue 2 : - Vice-champion : 2014 | - Ligue 1 : - Vice-champion : 2020 |

### En sélection nationale
Avec la sélection algérienne, Sofiane Bendebka remporte la Coupe arabe de la FIFA 2021.
| Algérie (1)                                      |
| ------------------------------------------------ |
| - Coupe Arabe de la FIFA (1) - Vainqueur en 2021 |